# Józef Bremer
Józef Wincenty Bremer (ur. 8 marca 1953 w Glinicy) – polski jezuita, filozof, profesor nauk humanistycznych, nauczyciel akademicki Akademii Ignatianum w Krakowie i Uniwersytetu Jagiellońskiego, rektor, a wcześniej dziekan Wydziału Filozoficznego Akademii Ignatianum w Krakowie.

## Życiorys
Uczył się w Liceum Ogólnokształcącym w Dobrodzieniu (1968–1972), a następnie studiował na Wydziale Mechanicznym i Energetycznym Politechniki Śląskiej w Gliwicach (1972–1977). Po ukończeniu studiów pracował zawodowo w Ośrodku Badawczo-Rozwojowym Kotłów i Urządzeń Energetycznych w Tarnowskich Górach oraz w Zakładzie „Lentex” w Lublińcu.
W 1981 wstąpił do nowicjatu Towarzystwa Jezusowego w Starej Wsi, a następnie w latach 1983–1987 odbył studia filozoficzne na Wydziale Filozoficznym Towarzystwa Jezusowego w Krakowie. Teologię studiował w Phil.-Theol. Hochschule – Sankt Georgen we Frankfurcie nad Menem (1987–1990). Również w Niemczech odbył studia doktoranckie w Hochschule für Philosophie w Monachium. Studia te zakończył obroną doktoratu z filozofii (1996). Był także zaimmatrykulowany na Ludwigs-Maximilians Universität (Monachium) (1990–1995) oraz na Uniwersytecie Bielefeld (1995/1996).
W 1991 przyjął święcenia kapłańskie w Krakowie. Formację zakonną kontynuował w latach 1996–1997, odbywając Trzecią Probację w Berlinie.
Od 1997 wykłada w Akademii Ignatianum w Krakowie. W 2001 przebywał jako Visiting Scholar na University of Arizona (Tucson) – The Center for Consciousness Studies. W 2006 odbyło się jego kolokwium habilitacyjne na Wydziale Filozoficznym Uniwersytetu Jagiellońskiego w Krakowie. Od 2004 należy do zarządu Fundacji Edukacji Technicznej. Od 2007/8 do 2014/15 prowadził zajęcia z filozofii umysłu (wykład i konwersatorium) na Wydziale Filozoficznym Uniwersytetu Jagiellońskiego. Pełnił również funkcję kierownika Zakładu Kognitywistyki na Instytucie Filozofii UJ. 11.06.2015 Prezydent RP nadał mu tytuł naukowy profesora nauk humanistycznych. Od 2021 - prowadzi zajęcia zlecone na Wydziale Organizacji i Zarządzania Politechniki Śląskiej. W roku 2022/23 przebywał jako Visiting Scholar na Loyola University Chicago.
Został odznaczony Złotym Krzyżem Zasługi (2023).

## Pola badań naukowych
- krytyczna analiza współczesnych teorii umysłu
- poszukiwanie metodologii określania tzw. neuronalnych korelatów świadomości
- poszukiwanie prototeorii świadomości zjawiskowej opartej na jej neuronalnych korelatach
- filozofia późnego Ludwiga Wittgensteina
- podstawowe zagadnienia klasycznego rachunku zdań i predykatów.

## Publikacje
- Rozprawa doktorska [PhD-Thesis]: Rekategorisierung statt Reduktion. Zu W. Sellars' Untersuchung des Leib-Seele- und Leib-Sensorium-Problems. Opublikowano pt.: Rekategorisierung statt Reduktion.Zu W. Sellars' Philosophie des Geistes (Göttingen: Vandenhoeck & Ruprecht, 1997).

### Monografie
1. Ludwig Wittgenstein a religia. Wprowadzenie (Kraków: WAM, 2001²).
2. Problem umysł-ciało. Wprowadzenie (Kraków: WAM, 2001²).
3. Wprowadzenie do logiki (Kraków: WAM 2006²).
4. Jak to jest być świadomym. Analityczne teorie umysłu a problem neuronalnych podstaw świadomości (Warszawa: Wydawnictwo IFiS PAN, 2005) [rozprawa habilitacyjna].
5. Osoba – fikcja czy rzeczywistość? Tożsamość i jedność Ja w świetle badań neurologicznych (Kraków: Aureus, 2008).
6. Wprowadzenie do filozofii umysłu (Kraków: WAM, 2010)
7. Czy wolna wola jest wolna? Kompatybilizm na tle badań interdyscyplinarnych (Kraków: WAM, 2013), s. 394.
8. Osoba – fikcja czy rzeczywistość? Tożsamość i jedność Ja w świetle badań neurologicznych (Kraków: Aureus, 2014), ISBN 978-83-60741-62-7 (wyd. II).
9. Interdyscyplinarne znaczenie neuronauk (Kraków: Ignatianum/WAM, 2016),	978-83-277-1166-3.
10. Neuronaukowy i potoczny obraz osoby w kognitywistyce (Kraków: Ignatianum/ WAM, 2016), ISBN 978-83-7614-290-6 (IGN), 978-83-277-1310-0 (WAM)
11. Ludwiga Wittgensteina teoria odwzorowania: w filozofii, mechanice, muzyce i architekturze, (Kraków: Wydawnictwo Naukowe Akademii Ignatianum w Krakowie, 2018), ISBN 978-83-7614-399-6.
12. Życie jest warte przeżycia. Z Koheletem w drodze (Kraków: Wydawnictwo M, 2023). ISBN 978-83-8043-886-6.
13. Wittgenstein on Freud Reexamined. Psychoanalytic Treatments as Language-Games, seria: Contemporary Psychoanalytic Studies, 33, Leiden: Brill 2025, ISBN 978-90-04-72235-4; ISSN 1571-4977.

### Redakcje prac zbiorowych
1. Philosophia rationis magistra vitae (Kraków: WAM/Wyd. „Ignatianum”, 2005), t. 1-2. Wraz z R. Januszem.
2. Ludwig Wittgenstein – „przydzielony do Krakowa"/"Krakau zugeteilt” (Kraków: WAM/Wyd. „Ignatianum”, 2009). Wraz z Josefem Rothhauptem [wydanie dwujęzyczne: polsko-niemieckie]. Seria: Universum philosophiae.
3. The Influence of Jewish Culture on the Intellectual Heritage of Central and Eastern Europe (Kraków: WAM/Wyd. „Ignatianum”, 2011). Wraz z Teresą Obolevitch. Seria: Humanitas.
4. Pojęcia. Jak reprezentujemy i kategoryzujemy świat (Kraków: Universitas, 2011). Wraz z Adamem Chuderskim.
5. Russian Thought in Europe. Reception, Polemics, Development (Kraków: WAM / Wyd. Ignatianum, 2013). Wraz z T. Obolevitsch i T. Homą, [wydanie angielskojęzyczne]. Seria: Humanitas.
6. Jewish and Polish Philosophy (Kraków-Budapeszt: Austeria Publishing House, 2013). Wraz z Janem Woleńskim i Yaronem Senderowiczem [wydanie angielskojęzyczne].
7. Przewodnik po kognitywistyce (Kraków: WAM, 2016), ISBN 978-83-277-0199-2.
8. Kognitywistyka (red.) seria: Słowniki społeczne, Kraków: Wydawnictwo Naukowe Uniwersytetu Ignatianum w Krakowie, 2025, ISBN 978-83-7614-622-5 (Print), 978-83-7614-630 (Online).

### Artykuły w czasopismach naukowych
1. Dietricha von Hildebranda koncepcja miłości chrześcijańskiej, “Collectanea Theologica”, 59 (1989), ss. 20-38.
2. W. Sellars' modifizierte Identitätstheorie, “Forum Philosophicum”, 3 (1998), ss. 157–183.
3. W. Sellars' semantical solution of the mind-body problem, “Forum Philosophicum”, 5 (2000), ss. 177–199.
4. Psychoanaliza – nauka czy mit? L. Wittgenstein a S. Freud, “Forum Philosophicum”, 6 (2001), ss. 91-116.
5. Martin Heidegger i Ludwig Wittgenstein o milczeniu, “Forum Philosophicum”, 7 (2002), ss. 123–152.
6. Wittgensteina mówienie i niemówienie o Bogu: Próba rekonstrukcji, “Logos i Ethos”, 2 (2003), ss. 2-17.
7. Metafizyczny solipsyzm według 'wczesnego' Ludwiga Wittgensteina, “Forum Philosophicum”, 10 (2005), ss. 191–216.
8. Głos w dyskusji: Człowiek jako podmiot zachowania w ujęciu psychologicznym, “Diametros – Internetowe Czasopismo Filozoficzne”, 1 (7) 2006, ss. 171–178.
9. Kilka uwag o tożsamości i jedności podmiotu, “Diametros – Internetowe Czasopismo Filozoficzne”, 1 (7) 2006, ss. 228–230.
10. Religia w obrębie rozumu postmetafizycznego, „Horyzonty Wychowania”, 8/2009 (15), ss. 131-142.
11. Kant jako filozof umysłu, „Zagadnienia Naukoznawstwa”. 3-4 (2009), ss. 351-371.
12. Status ontyczny osoby z perspektywy neuronauk, „Analiza i egzystencja”, 11 (2010), s. 263-290.
13. Filozoficzne aspekty osobowej tożsamości przy przeszczepach domózgowych, „Bioetyczne Zeszyty Pediatrii”, 6 (2009/10), nr 6-7, ss. 54-77.
14. Pojęcie duszy w naukach kognitywnych, „Filozofia chrześcijańska”, 7, 2010, s. 37-63.
15. Aristotle on touch, „Forum Philosophicum”, 16. 2011, s. 73-87.
16. Kreatywność z perspektywy kognitywistycznej, „Horyzonty Wychowania”, 10 (20), 2011, s. 57-76.
17. Dwa obrazy świata: manifestujący się i naukowy, „Roczniki Filozoficzne KUL”, 60/1, 2012, s. 27-49.
18. Czy patrząc na twój mózg, mogę powiedzieć, o czym myślisz?, „Rocznik Wydziału Filozoficznego Akademii Ignatianum”, 18, 2012, s. 77-90.
19. Czym jest neuromarketing?, „Communication Today” 4/1, 2013, s. 18-34.
20. L. Wittgenstein: «Pojęcie 'bólu' zdobyłeś wraz z językiem», „Przegląd filozoficzny” 2/2013, s. 401-416.
21. Neuroestetyka. Czy przyszłość estetyki leży w neuronauce? „Estetyka i krytyka”, 28/1, 2013, s. 9-28.
22. Sumienie i nauki o sumieniu z perspektywy neuronauk (Neuroscientific perspectives on conscience and conscience-related research), „Scientia et Fides", 2(2), 2014, s. 185-212. ISSN 2300-7648 / DOI: 10.12775/SetF.2014.020
23. Rene Descartes: Dancing and Mustering Substances, „Rocznik Filozoficzny Ignatianum", 1/20, 2014, s. 7-26.
24. Wolność i uwarunkowania woli – między filozofią a neuronaukami [Freedom and the conditions of will: Between philosophy and neuroscience], „Zarządzanie Publiczne", 3/29, 2014, s. 96-106, Instytut Spraw Publicznych Uniwersytetu Jagiellońskiego, ISSN, 1898-3529, http://www.zarzadzaniepubliczne, Doi: 10.7366/189.835.293.2909.
25. Przyczynowość skierowana ku dołowi i jej rozumienie w biologii, „Poznańskie Studia z Filozofii Nauki" (Aktywność poznawcza podmiotu w perspektywie badań kognitywistycznych) nr 1, tom 24, Poznań, 2015, 93-115.
26. Niepowściągliwość a uzależnienie. Filozoficzne modele w interpretacji danych empirycznych, „Nauka", 3/2015, s. 79-94, ISSN 1231-8515.
27. Mental Disorder or Creative Gift? The Cognitive Scientific Approach to Synesthesia, „Forum Philosophicum", 1/20, 2015, s. 73-98.
28. Nauka o zrównoważeniu – w poszukiwaniu transdyscyplinarnej metodologii, „Zagadnienia naukoznawstwa", 1/207, 2016, s.15-32.
29. Michał Dziewicki – edytor, logik, lektor, tłumacz, powieściopisarz, „Przegląd Filozoficzny. Nowa Seria", nr 3/2016 (99), s. 209–226, https://web.archive.org/web/20171022084823/http://www1.bg.us.edu.pl/bazy/czasopisma/czasop_full.asp?id=3973
30. Wittgenstein’s Remarks Concerning the Accessibility of Foreign Cultures, „Wittgenstein Studien", 1/8, 21.04.2017, p. 159-184 [Ed. by Lütterfelds, Wilhelm / Majetschak, Stefan / Raatzsch, Richard / Vossenkuhl, Wilhelm]. DOI:10.1515/witt-2017-007.
31. O rzekomej iluzoryczności jaźni i wolnej woli, „Rocznik filozoficzny Ignatianum", 1/23, 2017, s. 22-47, ISSN 2300-1402, https://czasopisma.ignatianum.edu.pl/index.php/rfi
32. Soul or Mind? Some Remarks on Explanation in Cognitive Science, w: Scientia et Fides, 2/5, 2017, s, 39-70, DOI:10.12775/SetF.2017.023.
33. J.Bremer, K. Khroutski, Rudolf Klimek, Ryszard Tadeusiewicz,	Challenging Integralism, Aristotelian Entelecheia, Hyle and Morphe (Form), and Contemporary Concepts of Information, Touching upon the Aetiological Issues of Carciogenesis, w: Biocosmology –	Neo-Aristotelism, Vol. 7, No 1, 2017, s. 8-55, ISSN 2225-1820.
34. Rogera Sperry’ego teoria świadomości, Zagadnienia Filozoficzne w Nauce, 63, 2017, s. 133-166. ISSN 0867-8286-e-ISSN 2451-0602. http://zfn.edu.pl/index.php/zfn/issue/view/29/showToc
35. Wolność woli z perspektywy neuronauk, Filo-sofija, 1/39, 2017/4/1, s. 11-26, ISSN 1642-3267.
36. On the use of speech acts in medical practice (z Aleksandrem Sieroniem), Wiadomości lekarskie, 8/71, 2018, s. 1447-1455.
37. Problem osoby w świetle neuronauk. Czy osoba to jedynie użyteczna metafora? STUDIA TEOLOGII DOGMATYCZNEJ, 4, 2018, s. 11-27, ISSN 2449-7452, http://std.uwb.edu.pl/tom/2018.pdf
38. Emergencja i jej rozumienie w biologii, Studia Ecologiae et Bioethicae, 17/2, 2019, s. 29-40
39. Metodologia nauk – dzisiaj i jutro, ZAGADNIENIA	NAUKOZNAWSTWA 1 (219) 2019, s. 55-71, DOI: 10.12775/ZN.2019.00
40. P.F. Strawsona pierwotność pojęcia osoby a problem umysł-ciało, Przegląd Filozoficzny nr 4/2019 (112), s. 275-298, DOI: 10.24425/pfns.2019.130924
41. “An artistic rather than a scientific achievement”: Frege and the	Poeticality of Wittgenstein’s Tractatus, Philosophia (2020) https://link.springer.com/article/10.1007/s11406-020-00216-3
42. Philosophy	and Psychology in the Service of the Catholtic Faith: Paweł Siwek SJ and His Legacy” [z Jacekiem Poznańskim SJ], Revista Portuguesa de Filosofia 76, no. 4 (2020): 1297–1330, DOI:10.17990/RPF/2020_76_4_1330
43. Ludwig Wittgenstein o interpretacji marzeń sennych, NAUKA 3/2021, s. 101–115, DOI: 10.24425/nauka.2021.136330.
44. Wittgenstein's Tractatus as Poetic Philosophy and Philosophical Poetics, Poetics Today (2021) 42 (4), s. 519–540, DOI: 10.1215/03335372-9356837
45. The Turing Test, or a Misuse of Language when Ascribing Mental Qualities to Machines, „Forum Philosophicum” 2022, t. 27, nr 1, s. 6–25, (współautor/co-author: M. Flasiński), https://forumphilosophicum.ignatianum.edu.pl/7009-2701-01.html.
46. Die Kilianslegende des Veit Stoß in der Kirche der hl. Maria Magdalena in Münnerstadt, Konsthistorisk tidskrift/Journal of Art History, Volume 91, Issue 3 (2022), p. 166-181, (współautor/co-autor: P. Taranczewski, K. Mann)  https://doi.org/10.1080/00233609.2022.2147994
47. The Pilgrim’s Identity in Liquid Modernity, Perspektywy Kultury, 41 (2/1 2023), p. 321-339, DOI:10.35765/pk.2023.410201.21

### Artykuły w pracach zbiorowych
1. Wilfrid Sellars' Analyse der moralischen Urteile, w: F-J. Bormann, Ch. Schröer, Abwägende Vernunft. Praktische Ratiönalität in historischer, systematischer und religionsphilosophischer Perspektive (Berlin: Walter de Gruyter 2004), ss. 329–342.
2. Problems with the body, w: W. Mond-Kozłowska (ed.), The Human Body – a Universal Sign (Kraków: Jagiellonian Univ. Press, 2005), ss. 39-45.
3. Dereka Parfita argumentacja za Wiązkową Teorią osoby, w: R. Janusz, J. Bremer, Philosophia rationis magistra vitae (Kraków: WAM/Wyd. „Ignatianum”, 2005), t. 2., ss. 68-88.
4. Dwie współczesne nieredukcjonistyczne teorie jaźni, w: St. Ziemiański (red.) Philosophia vitam alere (Kraków: WAM, 2005), ss. 159–167.
5. Ludwig Wittgenstein a muzyka, w: R. Darowski (red.): Philosophiae & Musicae (Kraków: WAM, 2006), ss. 261–280.
6. Wilfrida Sellarsa krytyka mitu danych w świetle współczesnych teorii fundancjonalistycznych, w: M. Hetmański (red.), Epistemologia współcześnie (Kraków: Universitas, 2007), ss. 405–414.
7. Ludwig Wittgenstein: Teoria maszyn w traktariańskiej teorii odwzorowania, w: R. Janusz (red.), Towarzystwo Naukowe Księży Jezuitów w Krakowie (Kraków: WAM, 2008), ss. 31-56.
8. Ks. Prof. dr hab. Tadeusz Tomasz Ślipko, w: R. Janusz (red.), Żyć etycznie – żyć etyką. Prace dedykowane Ks. Prof. Tadeuszowi Ślipko SJ z okazji 90-lecia urodzin (Kraków: WAM/Ignatianum, 2009), ss. 9-15.
9. Ethisch Leben – Leben fuer die Ethik. Eine Sammlung von Aufsaetzen gewidmet Prof. Tadeusz Ślipko SJ zum 90. Geburtstag, w: R. Janusz (red.), Żyć etycznie – żyć etyką. Prace dedykowane Ks. Prof. Tadeuszowi Ślipko SJ z okazji 90-lecia urodzin (Kraków: WAM/Ignatianum, 2009), ss. 257-260.
10. Zasada identyfikacji bytów nieodróżnialnych według Traktatu Ludwiga Wittgensteina, w: J. Sytnik-Czetwertyński (red.), Jerzemu Perzanowskiemu w darze. Rozważania o filozofii prawdziwej (Kraków: Wydawnictwo Uniwersytetu Jagiellońskiego, 2009), ss. 249-256.
11. Ludwig Wittgenstein – Michał Dziewicki, czyli „genialny młody człowiek” spotyka „miłego starszego pana”, w: J. Bremer/J. Rothhaupt (red.), Ludwig Wittgenstein – „przydzielony do Krakowa"/"Krakau zugeteilt” (Kraków: WAM/Wyd. „Ignatianum”, 2009), s. 13-20. Wersja niemiecka artykułu: tamże, s. 21-29.
12. Biblische Hermeneutiken und ihre philosophischen Grundlagen, w: M. Kłańska, J. Kita-Huber, P. Zarychta (Hrsg.) Der Heiligen Schrift auf der Spur. Beitraege zur biblischen Intertextualitaet in der Literatur (Dresden-Wrocław: Neisse Verlag, 2009), ss. 107-122.
13. Izydora Dąmbska i Ludwig Wittgenstein o milczeniu, w: J. Perzanowski (red.), Rozum-Serce-Smak. Pamięci Profesor Izydory Dąmbskiej (1904-1983) (Kraków: Wydawnictwo Ignatianum, 2009), ss. 119-129.
14. Józef Bremer: Lew Tołstoj i Ludwig Wittgenstein. W: Symbol w kulturze rosyjskiej. Redakcja naukowa: Krzysztof Duda, Teresa Obolevitch; Recenzenci: prof. dr hab. Anna Raźny, prof. dr hab. Paweł Taranczewski. Kraków: Wydawnictwo WAM, 2010, s. 415-434, seria: Humanitas. Studia Kulturoznawcze. ISBN 978-83-7614-045-2. Cytat: Książka powstała w związku z międzynarodową konferencją „Symbolizm w filozofii rosyjskiej” zorganizowaną przez Wydział Filozoficzny Wyższej Szkoły Filozoficzno-Pedagogicznej „Ignatianum” w Krakowie (13-14 maja 2010). (pol.).
15. Być albo nie być świadomym. Neurofilozoficzna prototeoria świadomości, w: Z. Muszyński (red.), Umysł – natura i sposób istnienia. Trzy debaty (Lublin: Wydawnictwo UMCS, 2010), ss. 11-26.
16. W poszukiwaniu neuronalnych korelatów świadomości, w: Z. Muszyński (red.), Umysł – natura i sposób istnienia. Trzy debaty (Lublin: Wydawnictwo UMCS, 2010), ss. 221-227.
17. Ludwig Wittgenstein and Hasidism. Some Remarks. w: T. Obolevitch/J. Bremer (red.) The Influence of Jewish Culture of the Intellectual Heritage of Central and Eastern Europe (Kraków: WAM/Wyd. „Ignatianum”, 2011), s. 267-287.
18. Wstęp: Pojęcia jako przedmiot badań interdyscyplinarnych, w: J. Bremer, A. Chuderski (red.), Pojęcia. Jak reprezentujemy i kategoryzujemy świat (Kraków: Universitas, 2011), s. 7-45 [razem z A. Chuderskim].
19. Rola reguł językowych w tworzeniu pojęć opisowych, w: J. Bremer, A. Chuderski (red), Pojęcia. Jak reprezentujemy i kategoryzujemy świat (Kraków: Universitas, 2011), s. 173-197.
20. Szacunek wobec ludzkich zwłok. Spojrzenie filozoficzno-prawne, w: B. Grochmal-Bach (red.), Pedagogiczna refleksja nad życiem i śmiercią, Kraków: Akademia Ignatianum / Wydawnictwo WAM, 2012, s. 13-44.
21. Jaźń i tożsamość osobowa, w: M. Miłkowski, R. Poczobut (red.), Przewodnik po filozofii umysłu (Kraków: WAM, 2012), s. 427-464.
22. Współczesne naturalistyczne koncepcje osoby i jej działania, w: P. Mazur (red.), Spór o osobę w świetle klasycznej koncepcji człowieka. Studia i rozprawy, (Kraków: Wydawnictwo Ignatianum / WAM, 2012), s. 245-268.
23. Ludwig Wittgenstein: „[…] my thoughts are one hundred percent Hebraic”, w: J. Woleński, Y. Senderowicz, J. Bremer (red.), Jewish and Polish Philosophy (Kraków-Budapeszt: Austeria Publishing House, 2013), s. 24-59.
24. Sprachspiel und Religion: Ludwig Wittgensteins Auffassung des religiösen Glaubens, w: Michel Henri Kowalewicz (Hrsg.) in Verbindung mit Gunter Scholtz und Karl Acham, Spiel. Facetten seiner Ideengeschichte, Münster: Mentis, 2013, s. 147-160.
25. Kartezjusza Medytacje o pierwszej filozofii a Ćwiczenia duchowne Ignacego z Loyoli, w: M. Karas (red.), Historia filozofii – meandry kultury. Teksty i studia ofiarowane Jackowi Widomskiemu z okazji 65 urodzin, Kraków: NOMOS, 2014, s. 55-70.
26. Co świadome sny mogą nam powiedzieć o świadomości?, w: J. Woleński, A. Dąbrowski (red.), Metodologiczne i teoretyczne podstawy kognitywistyki, Kraków: Copernicus Center Press, 2014, s. 143-165. ISBN 978-83-7886-133-1, liczba stron: 387.
27. Józef Bremer, Neuroethics: Does Decision-Making Depend on the Brain, w: Anita Calvert (red.), Probudi Krepost! Aretijskij pristup filozofiji. Zbornik u cast p. Ivana Kopreka SJ u povodu 60. obljetnice zivota, Zagreb: Biblioteka Munus, 2014, s. 199-222 (1 arkusz wydawniczy), ISBN 978-953-231-143-3.
28. Epistemologia naturalistyczna: Między filozofią a kognitywistyką, w: S. Janeczek, A. Starościc (red.), Epistemologia, Lublin: Wydawnictwo KUL, 2015, s. 171-198, ISBN 978-83-7702-999-2.
29. Niekognitywny język religijny w filozofii Ludwiga Wittgensteina, w: Janusz Salamon (red.) Przewodnik po filozofii religii, Kraków: WAM, 2016, s. 527-546. ISBN 978-83-277-1006-2.
30. Wprowadzenie, w: J. Bremer (red.) Przewodnik po kognitywistyce (Kraków: WAM, 2016), s. 7-36, ISBN 978-83-277-0199-2.
31. Marzenia senne jako model świadomości zjawiskowej, w: J. Bremer (red.) Przewodnik po kognitywistyce (Kraków: WAM, 2016), s. 345-364, ISBN 978-83-277-0199-2.
32. Józef Bremer SJ, Janusz Mółka SJ, Neuropedagogika. Kogo lub co uczy szkoła: dzieci czy mózgi? w: Anna Walulik CSFN, Janusz Mółka SJ (red.), Septuaginta Pedagogiczno-katechetyczna. Księga jubileuszowa dedykowana Księdzu Profesorowi dr hab. Zbigniewowi Markowi SJ w siedemdziesiątą rocznicę urodzin, Kraków: Wydawnictwo Akademii Ignatianum w Krakowie, 2017, s. 413-427. ISBN, 978-83-7614-335-4.
33. Co kognitywistyka może nam powiedzieć o lęku i strachu, w: Bogusława Bodzioch-Bryła, Lilianna Dorak Wojakowska (red.), Anatomia strachu. Strach, lęk i ich oblicza we współczesnej kulturze, Kraków: Wydawnictwo Naukowe Akademii Ignatianum w Krakowie, 2017, s. 23-42. ISBN, 978-83-7614-340-8.
34. nterdyscyplinarność konektomiki i jej wykorzystanie w psychiatrii oraz filozofii, w: Grzegorz Króliczak, Krzysztof Łastowski, Łukasz Przybylski, Piotr Przybysz, Mariusz Urbański, Filozof w krainie umysłów. Profesorowi Andrzejowi Klawiterowi w	darze, Poznań: Wydawnictwo Naukowe Wydziału Nauk Społecznych UAM, 2018, s. 229-240, ISBN 978-83-64902-52-9.
35. Ludwig Wittgenstein – chrześcijańska religia jako forma życia, w: Wacław Królikowski (red.), Miłość jest jedna. Księga pamiątkowa z okazji czterdziestolecia pracy naukowej i rekolekcyjnej Józefa Augustyna SJ, Kraków: Wydawnictwo Naukowe Akademii Ignatianum w Krakowie, 2018, s. 159-180, ISBN 978-83-7614-372-9
36. Aktualność logiki Arystotelesa, w: ks. Stanisław Janeczek, Marcin Tkaczyk OFMConv., Anna Starościc (red.), Logika, cz. II, Kultura logiczna, Lublin: Wydawnictwo KUL, 2018, s. 315-333.
37. Przyświadczenia religijne, Jacek Hołówka, Bogdan Dziobkowski (red.) Filozofia religii. Kontrowersje, Warszawa: WN PWN, 2018, 177-197, s. 219-221.
38. Aktualność logiki Arystotelesa, w: ks. Stanisław Janeczek, Marcin Tkaczyk OFMConv., Anna Starościc (red.), Logika, cz. II, Kultura logiczna,	Lublin: Wydawnictwo KUL, 2018, s. 315-333. ISBN 978-83-8061-598-4
39. Wittgenstein über seine eigenen Emotionen in den Denkbewegungen, w: I. Somavilla/C.	Humphries/B. Sieradzka-Baziur, Wittgensteins Denkbewegungen (Tagebücher 1930-1932/1936–1937) aus interdisciplinärer Sicht/Wittgenstein's Denkbewegungen (Diaries 1930-1932/1936–1937). Interdisciplinary Perspectives, Innsbruck, StudienVerlag 2019, s. 211-231. ISBN 978-3-7065-5591-3.
40. Vierzehnheiligen: Bazylika Czternastu Świętych Wspomożycieli, w: Tadeusz Dola, Erwin Mateja (red.), Imago - Vox Demonstrans. Studia z dziejów sztuki i kultury, Opole: Redakcja Wydawnictw Wydziału Teologicznego Uniwersytetu Opolskiego, 2018, s. 47-63, ISBN 978-83-65860-21-7
41. Some Remarks on Wittgenstein’s Interpretation of Freud’s Theory of Dreams, w: Piotr Duchliński, Piotr Mazur, Jacek Poznański SJ (red.), Racjonalizm, krytycyzm, ścisłość. Prace dedykowane Profesorowi Adamowi Jonkiszowi z okazji 70. Rocznicy urodzin, Kraków: Wydawnictwo Naukowe Uniwersytetu Ignatianum w Krakowie, 2023, s. 95-123. ISBN 978-83-7614-591-4.
42. Kognitywistyka społeczna, w: Kognitywistyka (red.J. Bremer), seria: Słowniki społeczne, Kraków: Wydawnictwo Naukowe Uniwersytetu Ignatianum w Krakowie, 2025, s. 117-135, ISBN 978-83-7614-622-5 (Print), 978-83-7614-630 (Online).

### Recenzje
1. J. Seibt, Properties as Processes. A synoptic study of W. Sellars' nominalism (Ridgeview, Reseda CA, 1990) [Rec.: “Theologie and Philosophie”, 68 (1993), ss. 445–447].
2. H. Dahm und A. Ignatow (ed.), Geschichte der philosophischen Traditionen Osteuropas (Darmstadt: Wissenschaftliche Buchgesellschaft, 1996) [Rec.: “Forum Philosophicum”, 3 (1998), ss. 280–285].
3. A. Ignatow, Selbstauflösung des Humanismus. Die philosophisch-anthropologische Voraussetzungen fuer den Zusammenbruch des Kommunismus (Baden-Baden: Nomos, 1996) [Rec.: “Forum Philosophicum”, 3 (1998), ss. 285–288].
4. J. Rothhaupt, Farbthemen in Wittgensteins Gesamtnachlass. Philologisch-philosophische Untersuchungen im Lägsschnitt und in Querschnitten (Weinheim: Beltz Athenäum, 1996) [Rec.: “Forum Philosophicum”, 4 (1999), ss. 286–291].
5. P. Lenartowicz, Elements of the theory of knowledge (Kraków: Wydział Filozoficzny TJ, 1998) [Rec.: “Forum Philosophicum”, 4 (1999), ss. 279–281].
6. J.F. Rosenberg, Thinking clearly abouth death (Indianapolis: Hacket, 1998) [Rec.: “Forum Philosophicum”, 5 (2000), ss. 271–276].
7. U. Jonsson, Foundations for Knowing God. Bernhard Lonergan's Foundations for Knowledge of God and the Challenge from Antifoundationalism  (Frankfurt/M: Peter Lang Verlag, 1999) [Rec.: “Forum Philosophicum”, 5 (2000), ss. 268–271].
8. J. Perzanowski i A. Pietruszczak (ed.), Logika & filozofia logiczna (Toruń: Wydawnictwo Uniwersytetu Mikołaja Kopernika, 2000) [Rec.: “Forum Philosophicum”, 6 (2001), ss. 262–266].
9. H. Watzka, Sagen und Zeigen. Die Verschränkung von Metaphysik und Sprachkritik beim frühen und späten Wittgensten (Stuttgart: Kohlhammer, 2000) [Rec.: “Forum Philosophicum”, 6 (2001), ss. 266–269].
10. S.K. Knebel, Wille, Würfel und Wahrscheinlichkeit. Das System der moralischen Notwendigkeit in der Jesuitenscholastik 1550–1700 (Hamburg: Felix Meiner Verlag, 2000) [Rec.: “Forum Philosophicum”, 6 (2001), ss. 270–275].
11. K. Stachewicz, W poszukiwaniu podstaw moralności. Tomistyczna etyka prawa naturalnego a etyka wartości Dietricha von Hildebranda, Kraków, Universitas, 2001, s. 246 [Rec.: “Forum Philosophicum”, 7 (2002), ss. 264–266].
12. J. Perzanowski (red.), Izydora Dąmbska (1904–1983). Materiały z sympozjum “Non est necesse vivere, necesse est philosophari”, Kraków, 18-19 XII 1998 r., Kraków, PAU, 2001, s. 146 [Rec.: “Forum Philosophicum”, 7 (2002), ss. 266–268].
13. Wittgenstein's Nachlass. The Bergen Electronic Edition (Oxford University Press, University of Bergen, The Wittgenstein Trustees): sześć CD-ROM (2000), [Rec.: “Forum Philosophicum”, 8 (2003), ss. 298–299.
14. St. Janeczek, Logika czy epistemologia? Historyczno-filozoficzne uwarunkowania nowożytnej koncepcji logiki (Logik oder Epistemologie?) [Rec.: “Forum Philosophicum”, 9 (2004), ss. 277–280], [przedruk: “Informacion Filosofica” 1/2 (2004)].
15. H-D. Mutschler, Naturphilosophie (Stuttgart: Kohlhammer 2002) [Rec.: “Forum Philosophicum” 9 (2004), ss. 280–283].
16. D. LLoyd, Radiant Cool. A Novel Theory of Consciousness (Cambridge/MA: MIT Press, 2004) [Rec.: “Forum Philosophicum”, 9 (2004), ss. 283–285].
17. Renata i Ireneusz Ziemińscy (red.), Byt i Sens. Księga Pamiątkowa VII Polskiego Zjazdu Filozoficznego w Szczecinie (Sein und Sinn: Berichte von der VII. Polnischen Philosophischen Tagung in Stettin, 14-18. September 2004) [Rec.: “Forum Philosophicum”, 11 (2006), ss. 287–290].
18. H. Machoń, Religiöse Erfahrung zwischen Emotion und Kognition: William James’ Karl Girgensohns, Rudolf Ottos und Carl Gustav Jungs Psychologie des religiösen Erlebens (München: Herbert Utz Verlag, 2005) [Rec.: “Forum Philosophicum”, 11 (2006), ss. 304–307].
19. B. Grom, Psychologia religii. Ujęcie systematyczne (Religionspsychologie). Tłum. i wprow. Henryk Machoń (Kraków: WAM 2009), s. 385 [Rec.: Charaktery, IV/2009, s. 98].

### Tłumaczenia
1. S.K. Knebel, Antonio Perez SJ (1599–1649) i jego związki z polską scholastyką jezuicką, w: “Forum Philosophicum”, 3 (1998), ss. 224–228.
2. H-D. Mutschler, Wprowadzenie do filozofii przyrody (Kraków: WAM, 2005). Seria: Myśl filozoficzna. Oryginał: tenże, Naturphilosophie (Stuttgart: Kohlhammer, 2002).
3. P. Prechtl, Wprowadzenie do filozofii języka (Kraków: WAM, 2007). Seria: Myśl filozoficzna. Oryginał: tenże, Sprachphilosophie (Stuttgart: Metzler, 1998).
4. H-D. Mutschler, Fizyka a religia (Kraków: WAM, 2007). Seria: Wiara i nauka. Oryginał: tenże, Physik und Religion (Darmstadt: Wissenschaftliche Buchgesellschaft, 2005).
5. P. Prechtl, Leksykon pojęć filozofii analitycznej (Kraków: WAM, 2009). Seria: Myśl filozoficzna. Oryginał: tenże, Grundbegriffe der Analytischen Philosophie (Stuttgart: Metzler, 2004).
6. J. Bremer, Ludwig Wittgenstein – Michael Dziewicki: „genialer junger Mann” trifft „netten alten Mann”, w: J. Bremer, J. Rothhaupt: Ludwig Wittgenstein – „przydzielony do Krakowa"/ „Krakau zugeteilt” (Kraków: WAM/Wyd. „Ignatianum”, 2009), s. 21-29.
7. Katarzyna Gurczyńska-Sady, Wittgenstein Solipsismus und seine Philosophie der Psychologie, w: J. Bremer, J. Rothhaupt: Ludwig Wittgenstein – „przydzielony do Krakowa"/ „Krakau zugeteilt” (Kraków: WAM/Wyd. „Ignatianum”, 2009), s. 39-46.
8. W. Methlagl, Teksty Wittgensteina i innych w kontekście rozpoczynającej się wojny, w: J. Bremer, J. Rothhaupt: Ludwig Wittgenstein – „przydzielony do Krakowa"/ „Krakau zugeteilt” (Kraków: WAM/Wyd. „Ignatianum”, 2009), s. 65-81.
9. J.Rothhaupt, Wittgensteina „filozoficzna akupunktura” za pomocą uwag, w: J. Bremer, J. Rothhaupt: Ludwig Wittgenstein – „przydzielony do Krakowa"/ „Krakau zugeteilt” (Kraków: WAM/Wyd. „Ignatianum”, 2009), s. 295-340.
10. M. Soin, Wittgenstein und die Korrespondenztheorie der Wahrheit, w: J. Bremer, J. Rothhaupt: Ludwig Wittgenstein – „przydzielony do Krakowa"/ „Krakau zugeteilt” (Kraków: WAM/Wyd. „Ignatianum”, 2009), s. 385-399.
11. I. Somavilla, „Ton” autora: Wittgenstein o Georgu Traklu, Ralphie Waldo Emersonie, Lwie N. Tołstoju, w: J. Bremer, J. Rothhaupt: Ludwig Wittgenstein – „przydzielony do Krakowa"/ „Krakau zugeteilt” (Kraków: WAM/Wyd. „Ignatianum”, 2009), s. 429-453.
12. H. Watzka, Rozróżnienie powiedzieć i pokazać w filozofii późnego Ludwiga Wittgensteina: w. J. Bremer, J. Rothhaupt: Ludwig Wittgenstein – „przydzielony do Krakowa"/ „Krakau zugeteilt” (Kraków: WAM/Wyd. „Ignatianum”, 2009), s. 513-526.
13. I. Ziemiński, Lebe gluecklich! Eine Randbemerkung zu Wittgenstein, w: J. Bremer, J. Rothhaupt: Ludwig Wittgenstein – „przydzielony do Krakowa"/ „Krakau zugeteilt” (Kraków: WAM/Wyd. „Ignatianum”, 2009), s. 561-577.

### Obituaries
1. An obituary to Józef Tischner, „Forum Philosophicum”, 6 (2001), ss. 235–237
2. An obituary for Professor Józef Kałuża, „Forum Philosophicum”, 9 (2004), ss. 273-275.
3. An obituary for Professor Jay Frank Rosenberg, „Forum Philosophicum”, 13 (2008), ss. 163–166.

### Opracowania kulturoznawcze
1. Wittgenstein. Dyskusja wokół filmu Dereka Jarmana. Z udziałem A. Dąbrowskiego, M. Radkiewicz, U. Tes i J. Bremera, w: U. Tes (red.), W stronę kina filozoficznego (Kraków: Wydawnictwo Ignatianum, 2010), s. 161-179.
2. Biblische Hermeneutiken und ihre philosophischen Grundlagen, w: M. Kłańska, J. Kita-Huber, P. Zarychta (Hrsg.) Der Heiligen Schrift auf der Spur. Beitraege zur biblischen Intertextualitaet in der Literatur (Dresden-Wrocław: Neisse Verlag, 2009), s. 107-122.
3. Lew Tołstoj i Ludwig Wittgenstein, w: K. Duda, T. Obolevitch (red.), Symbol w kulturze rosyjskiej, (Kraków: Wyd. Ignatianum, 2010), s. 415-434. Seria: Humanitas.
4. Camino de Santiago – w średniowieczu i dzisiaj, w: T. Homa, K. Duda (red.), Turystyka w kulturze, kultura w turystyce (Kraków: Wydawnictwo EPISTEME, 2011), s. 69-86.
5. Przyczyny późnośredniowiecznego schyłku pielgrzymowania na przykładzie Santiago de Compostela, „Folia Turistica”, 24/2011, s. 163-178.
6. Jezuickie kształcenie wczoraj i dziś, w: Vivat Academia!: 400 lat tradycji akademickich Poznania: Wydawnictwo pokonferencyjne. Seria: „Materiały, Dokumentacje, Projekty” z. 6, Wydawca: Centrum Turystyki Kulturowej TRAKT: Poznań 2012, s. 49-64.
7. The Influence of Jewish Culture on the Intellectual Heritage of Central and Eastern Europe (Kraków: WAM / Wyd. Ignatianum, 2011). Wraz z Teresą Obolevitsch [Wydanie angielskojęzyczne]. Seria: Humanitas.
8. Hagiograficzna semiotyka drogi do Santiago de Compostela, w: P. Roszak, W. Rozynkowski (red.) Camino Polaco. Teologia – Sztuka – Historia – Teraźniejszość, t.2., Toruń: Wydawnictwo Naukowe UMK, 2015, s. 11-37.
9. Encyklika Laudato si – ekologia podstawowym elementem katolickiej nauki społecznej, w: J. Poznański, S. Jaromi (red.) Kościół a nauka w obliczu ekologicznych wyzwań, Kraków: Wyd. Ignatianum/WAM, 2016, s. 37-54, ISBN 978-83-7614-258-6 (Ign.), 978-83-277-1234-9 (WAM).
10. Encyklika Laudato si w świetle normatywnej nauki o zrównoważeniu, w: W. Kania (red.) Carbo et terra, Laudate Dominum. Nie tylko o węglu mowa (Katowice: GIG, 2016), s. 35-49. ISBN 978-83-65503-10-7.
11. Encyklika „Laudato si'” w perspektywie nauki o zrównoważonym rozwoju, Nauczyciel i Szkoła, 1, 2016, s. 13-28.
12. Vierzehnheiligen: Bazylika Czternastu Świętych Wspomożycieli, w: Tadeusz Dola,	Erwin Mateja (red.), Imago - Vox Demonstrans. Studia z dziejów	sztuki i kultury, Opole: Redakcja Wydawnictw Wydziału Teologicznego	Uniwersytetu Opolskiego, 2018, s. 47-63, ISBN 978-83-65860-21-7
13. The Issues of Bio- and Psychopolitics in Pandemic Time as Reminiscences of the Romantic Glorification of Life, „Perspektywy Kultury” 2021, t. 32, nr 1, s 135–154.
14. Die Kilianslegende des Veit Stoß in der Kirche der hl. Maria Magdalena in Münnerstadt, „Konsthistorisk tidskrift/Journal of Art History" 2022, DOI: https://doi.org/10.1080/00233609.2022.2147994  (współautorzy: P. Taranczewski, K. Mann).
15. Życie jest warte przeżycia: z Koheletem w drodze, Kraków: Wydawnictwo M, 2023, ISBN 978-83-8043-886-6

### Prace i opracowania niefilozoficzne
1. Hiob obrońca własnej prawości (Kraków: WAM, 2003), wyd II, WAM, 2017.
2. Santiago de Compostela. Pielgrzymim krokiem (Kraków: WAM, 2007/2010/2017).